# Ryszard Kunce
Ryszard Krzysztof Kunce (ur. 7 września 1973) – polski autor i tłumacz tekstów piosenek, scenarzysta filmowy, creative manager w The Walt Disney Company.

## Życiorys
Absolwent VI Liceum Ogólnokształcącego im. Tadeusza Reytana w Warszawie (1993) i studiów wyższych w Instytucie Dziennikarstwa Uniwersytetu Warszawskiego (1999). Autor tekstów piosenek śpiewanych m.in. przez Edytę Górniak, Natalię Kukulską, Patrycję Markowską, Magdę Steczkowską, Zbigniewa Wodeckiego, Łukasza Zagrobelnego, Zbigniewa Zamachowskiego, zespoły Mafia i Feel. Stworzył teksty siedmiu utworów w albumie Światło Natalii Kukulskiej z 1996 roku (złota płyta, 1997), w tym utworu Piosenka światłoczuła, a także większość tekstów w albumie Puls z 1997 roku (platynowa płyta, 1997), m.in. balladę Im więcej ciebie, tym mniej. Autor polskiej wersji tekstu świątecznej piosenki Wonderful Dream (Coraz bliżej święta, wykonanie Anna Szarmach). Autor tekstów piosenek do filmów, m.in. Zakochani (1999), Sfora (2002), Weekend (2010) i Magiczna zima Muminków (2017).
W latach 2002–2003 współtwórca scenariuszy seriali filmowych 13 posterunek 2, Król przedmieścia oraz Szycie na gorąco. Od 2015 tłumacz i redaktor tekstów piosenek w The Walt Disney Company; nadzoruje jako creative manager produkcję wschodnioeuropejskich wersji językowych filmów i seriali wytwórni Walt Disney Pictures, Pixar, Lucasfilm i Marvel Studios.
Członek Stowarzyszenia Autorów ZAiKS (Sekcja Autorów Utworów Literackich Małych Form, wiceprzewodniczący Zarządu Sekcji w kadencji 2018–2022, ponownie wybrany na to stanowisko w 2022). Członek Rady Fundacji From the Depths i Zarządu Fundacji Muniania, specjalizującej się w edukacji muzycznej najmłodszych dzieci. Zawarł związek małżeński z Magdaleną Kunce, śpiewaczką operową, solistką Warszawskiej Opery Kameralnej i Teatru Muzycznego w Lublinie, z którą ma córkę Helenę.